# Oxford United Football Club
Oxford United Football Club é um clube de futebol sediado na cidade de Oxford, Inglaterra. Atualmente disputa a EFL Championship (segunda divisão inglesa).

## Títulos
- Copa da Liga Inglesa: 1

(1986)
- Campeonato Inglês da Segunda Divisão: 1

(1984/1985)
- Campeonato Inglês da Terceira Divisão: 2

(1967/1968 e 1983/1984)